# 女性権利大臣
女性権利大臣または女性の権利大臣（仏: Ministre chargé des Droits des femmes）は、フランス内閣の構成員であり、女性権利省の長である。1974年にヴァレリー・ジスカール・デスタン大統領によりフランソワーズ・ジルーが女性の地位副大臣に任命されて以来、大臣、特命大臣 (ministre délégué)、副大臣 (secrétaire d'État) と格付けが変わり、内閣構成員以外の特命 (délégué) に格下げされた時期もあるが、概して、女性の地位、権利、雇用、男女平等、パリテ（候補者男女同数法）、女性差別対策などに関する責任を担ってきた。
とりわけ、1985年、ミッテラン政権下で女性権利大臣が「内閣に席を持つ正規の大臣」となったことで（イヴェット・ルーディが就任）、「フランスは、女性の権利を扱う大規模な管理執行機関を創設した最初の近代国家となった」。

## 歴史
1974年、ヴァレリー・ジスカール・デスタンが大統領に就任。フランソワーズ・ジルーが首相直属の女性の地位副大臣に任命された。
1976年、女性の地位担当庁は廃止され、首相直属の職務として女性の地位代表が置かれた。
1981年、社会党のフランソワ・ミッテランが大統領に就任。イヴェット・ルーディが首相直属の女性権利担当大臣に任命された。さらに、女性の地位向上に積極的であったミッテランは、1985年に初の女性権利省を設置し、引き続き、イヴェット・ルーディを女性権利大臣に任命した。
1986年、ミッテラン政権下で共和国連合のジャック・シラクが首相に就任すると（コアビタシオン）、女性権利省は廃止され、再び女性の地位代表が置かれた。その後、ミシェル・ロカール内閣で担当大臣または副大臣が復活。
シラク政権下（1995年 – 2007年）では、パリテ・職業平等省が設置された2004年3月から2005年5月までを除いて、女性政策に関する担当大臣または副大臣は存在しないか、または労働省、経済省などの下に位置づけられていた。
ニコラ・サルコジ政権下（2007年 - 2012年）では、主に労働・社会関係・連帯省内の一組織として位置づけられ、担当大臣や副大臣は置かれなかった。
2012年5 月に社会党のフランソワ・オランドが大統領に就任すると、26年ぶりに女性権利省が復活し、ナジャット・ヴァロー＝ベルカセムが女性権利大臣に就任した。2014年に第二次マニュエル・ヴァルス内閣が誕生すると、社会問題・厚生・女性権利省（マリソル・トゥーレーヌ大臣）の下、パスカル・ボワタールが女性権利副大臣に就任。2016年にはローランス・ロシニョルが家族・児童・女性権利大臣に就任した。
2017年、エマニュエル・マクロンが大統領に就任すると、再び首相直属となり、マルレーヌ・シアパが女男平等副大臣に就任。2018年10月に女男平等・差別対策担当副大臣に改称された。

## 女性権利大臣等一覧
| 大臣・副大臣                         | 名称                                         | 所轄大臣                             | 所轄の省                             | 内閣                                                  | 就任日                               | 退任日                               |
| ヴァレリー・ジスカール・デスタン政権 | ヴァレリー・ジスカール・デスタン政権         | ヴァレリー・ジスカール・デスタン政権 | ヴァレリー・ジスカール・デスタン政権 | ヴァレリー・ジスカール・デスタン政権                  | ヴァレリー・ジスカール・デスタン政権 | ヴァレリー・ジスカール・デスタン政権 |
| ------------------------------------ | -------------------------------------------- | ------------------------------------ | ------------------------------------ | ----------------------------------------------------- | ------------------------------------ | ------------------------------------ |
| フランソワーズ・ジルー               | 女性地位副大臣                               | ジャック・シラク                     | 首相                                 | 第1次シラク内閣                                       | 1974年7月16日                        | 1976年8月25日                        |
| なし                                 | なし                                         | なし                                 | なし                                 | 第1次バール内閣                                       | 1976年8月25日                        | 1977年3月29日                        |
| なし                                 | なし                                         | なし                                 | なし                                 | 第2次バール内閣                                       | 1977年3月29日                        | 1978年1月10日                        |
| ニコル・パスキエ                     | 女性雇用担当副大臣                           | クリスチャン・ブラク                 | 労働大臣                             | 第2次バール内閣                                       | 1978年1月10日                        | 1978年4月6日                         |
| ニコル・パスキエ                     | 女性雇用担当副大臣                           | ロベール・ブーラン                   | 労働・社会参加大臣                   | 第3次バール内閣                                       | 1978年4月6日                         | 1979年10月29日                       |
| ニコル・パスキエ                     | 女性雇用担当副大臣                           | ジャン・マテオリ                     | 労働・社会参加大臣                   | 第3次バール内閣                                       | 1979年11月8日                        | 1981年5月22日                        |
| モニック・ペルティエ                 | 女性地位担当特命大臣                         | レイモン・バール                     | 首相                                 | 第3次バール内閣                                       | 1978年9月11日                        | 1980年2月18日                        |
| モニック・ペルティエ                 | 家族・女性地位担当特命大臣                   | レイモン・バール                     | 首相                                 | 第3次バール内閣                                       | 1980年2月18日                        | 1981年3月4日                         |
| アリス・ソーニエ・セイテ             | 家族・女性地位担当特命大臣                   | レイモン・バール                     | 首相                                 | 第3次バール内閣                                       | 1981年3月4日                         | 1981年5月22日                        |
| フランソワ・ミッテラン政権           |                                              |                                      |                                      |                                                       |                                      |                                      |
| イヴェット・ルーディ                 | 女性権利担当特命大臣                         | ピエール・モーロワ                   | 首相                                 | 第1次モーロワ内閣 第2次モーロワ内閣 第3次モーロワ内閣 | 1981年5月22日                        | 1984年7月23日                        |
| イヴェット・ルーディ                 | 女性権利担当特命大臣                         | ローラン・ファビウス                 | 首相                                 | ファビウス内閣                                        | 1984年7月23日                        | 1985年5月21日                        |
| イヴェット・ルーディ                 | 女性権利大臣                                 | 女性権利省（全権）                   | 女性権利省（全権）                   | ファビウス内閣                                        | 1985年5月21日                        | 20 mars 1986                         |
| なし                                 | なし                                         | なし                                 | なし                                 | 第2次シラク内閣                                       | 1986年3月20日                        | 1988年5月11日                        |
| ジョルジーナ・デュフォワ             | 家族・女性権利・連帯・本国送還者担当特命大臣 | ミシェル・ドルバール                 | 社会問題・雇用大臣                   | 第1次ロカール内閣                                     | 1988年5月12日                        | 1988年6月28日                        |
| ミシェル・アンドレ                   | 女性権利担当副大臣                           | （全権）                             | （全権）                             | 第2次ロカール内閣                                     | 1988年6月28日                        | 1991年5月17日                        |
| ヴェロニク・ネエルツ                 | 女性権利担当副大臣                           | マルティーヌ・オブリー               | 労働・雇用・職業教育大臣             | クレッソン内閣                                        | 1991年5月17日                        | 1991年5月25日                        |
| ヴェロニク・ネエルツ                 | 女性権利・日常生活担当副大臣                 | マルティーヌ・オブリー               | 労働・雇用・職業教育大臣             | クレッソン内閣                                        | 1991年5月25日                        | 1992年4月4日                         |
| ヴェロニク・ネエルツ                 | 女性権利・消費担当副大臣                     | ミシェル・サパン                     | 経済・財務大臣                       | ベレゴヴォワ内閣                                      | 1992年4月4日                         | 1993年3月30日                        |
| なし                                 | なし                                         | なし                                 | なし                                 | バラデュール内閣                                      | 1993年3月30日                        | 1995年5月17日                        |
| ジャック・シラク政権                 |                                              |                                      |                                      |                                                       |                                      |                                      |
| なし                                 | なし                                         | なし                                 | なし                                 | 第1次ジュペ内閣 第2次ジュペ内閣                       | 1995年5月17日                        | 1997年6月2日                         |
| なし                                 | なし                                         | なし                                 | なし                                 | ジョスパン内閣                                        | 1997年6月2日                         | 1998年11月17日                       |
| ニコル・ペリ                         | 女性権利・職業教育担当副大臣                 | マルティーヌ・オブリー               | 雇用・連帯大臣                       | ジョスパン内閣                                        | 1998年11月17日                       | 2000年10月18日                       |
| ニコル・ペリ                         | 女性権利・職業教育担当副大臣                 | エリザベート・ギグー                 | 雇用・連帯大臣                       | ジョスパン内閣                                        | 2000年10月18日                       | 2002年5月7日                         |
| なし                                 | なし                                         | なし                                 | なし                                 | 第1次ラファラン内閣                                   | 2002年5月7日                         | 2002年6月17日                        |
| ニコル・アムリーヌ                   | パリテ・職業平等特命大臣                     | フランソワ・フィヨン                 | 社会問題・労働・連帯大臣             | 第2次ラファラン内閣                                   | 2002年6月17日                        | 2004年3月30日                        |
| ニコル・アムリーヌ                   | パリテ・職業平等大臣                         | パリテ・職業平等省（全権）           | パリテ・職業平等省（全権）           | 第3次ラファラン内閣                                   | 2004年3月31日                        | 2005年5月31日                        |
| カトリーヌ・ヴォートラン             | 社会的結束・パリテ特命大臣                   | ジャン＝ルイ・ボルロー               | 雇用・社会的結束・住宅大臣           | ド・ヴィルパン内閣                                    | 2005年6月2日                         | 2007年5月15日                        |
| ニコラ・サルコジ政権                 |                                              |                                      |                                      |                                                       |                                      |                                      |
| なし                                 | なし                                         | なし                                 | なし                                 | 第1次フィヨン内閣 第2次フィヨン内閣 第3次フィヨン内閣 | 2007年5月18日                        | 2012年5月10日                        |
| フランソワ・オランド政権             |                                              |                                      |                                      |                                                       |                                      |                                      |
| ナジャット・ヴァロー＝ベルカセム     | 女性権利大臣・政府報道官                     | 女性権利省（全権）                   | 女性権利省（全権）                   | 第1次エロー内閣 第2次エロー内閣                       | 2012年5月16日                        | 2014年3月31日                        |
| ナジャット・ヴァロー＝ベルカセム     | 女性権利・都市・青年・スポーツ大臣           | 女性権利省（全権）                   | 女性権利省（全権）                   | 第1次ヴァルス内閣                                     | 2014年4月2日                         | 2014年8月25日                        |
| パスカル・ボワタール                 | 女性権利担当副大臣                           | マリソル・トゥーレーヌ               | 社会問題・保健・女性権利大臣         | 第2次ヴァルス内閣                                     | 2014年8月26日                        | 2016年2月11日                        |
| ローランス・ロシニョル               | 家族・児童・女性権利大臣                     | 家族・児童・女性権利省（全権）       | 家族・児童・女性権利省（全権）       | 第2次ヴァルス内閣                                     | 2016年2月11日                        | 2016年12月6日                        |
| ローランス・ロシニョル               | 家族・児童・女性権利大臣                     | 家族・児童・女性権利省（全権）       | 家族・児童・女性権利省（全権）       | カズヌーヴ内閣                                        | 2016年12月6日                        | 2017年5月15日                        |
| エマニュエル・マクロン政権           |                                              |                                      |                                      |                                                       |                                      |                                      |
| マルレーヌ・シアパ                   | 女男平等担当副大臣                           | エドゥアール・フィリップ             | 首相                                 | 第1次フィリップ内閣 第2次フィリップ内閣               | 2017年5月17日                        | 2018年10月15日                       |
| マルレーヌ・シアパ                   | 女男平等・差別対策担当副大臣                 | エドゥアール・フィリップ             | 首相                                 | 第1次フィリップ内閣 第2次フィリップ内閣               | 2018年10月16日                       | 2020年7月3日                         |
| エリザベート・モレノ                 |                                              | ジャン・カステックス                 | 首相                                 | カステックス内閣                                      | 2020年7月6日                         | 現職                                 |

## 参考資料
- 「諸外国における政策・方針決定過程への女性の参画に関する調査」第3章 フランス - 内閣府男女共同参画局